# Ancient
Ancient — норвезький блек-метал гурт із Бергена, заснований у 1992 році як сольний проєкт гітариста Афазеля.
Гурт випустив 6 студійних альбомів під лейблом Metal Blade Records. Спочатку Ancient використовували «сирий» звук, характерний для Darkthrone, але, починаючи з альбому The Cainian Chronicle, звучання гурту стало більш атмосферним, схожим на Emperor. Після зміни складу, учасники вирішили розширити коло використовуваних інструментів до скрипки і синтезатора, а також використовувати жіночий вокал.

## Історія гурту
Афазель (тепер відомий як Зель) створює у 1992 році сольний проєкт, однак потім до його роботи долучається Грім (вокал та барабани). Разом вони записали демо Eerily Howling Winds в 1993 році і EP Det Glemte Riket в 1994-му. Згодом гурт підписав контракт з Listenable Records і випустив свій дебютний альбом під назвою Svartalvheim. Цей альбом став візиткою гурту — найбільш популярний та високо оцінений критиками та до сьогодні вважається класикою у жанрі Black metal. Після випуску EP Trolltaar в 1995 році, Грімм покинув гурт, відкривши для себе нові течії у музиці.
Афазель переїхав до Сполучених Штатів, де зустрів Лорда Кайафаса, учасника блек-метал гурту у Вірджинії Grand Belial's Key та Thokk, який скоро став вокалістом і ударником Ancient.

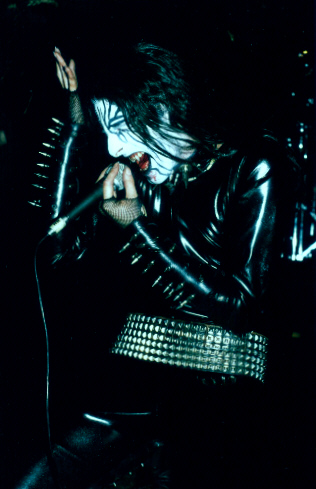
Lord Kaiaphas наживо з Ancient у Biella, Італія. (1998 р.)

Ancient підписує контракт з Metal Blade Records, а в 1996 до колективу приєдналися нові учасники: Кімберлі Госс (жіночий вокал, синтезатор) і Kjetil (ударник). Вони видали альбом The Cainian Chronicle, наповнений важкими гітарними рифами і атмосферним звучанням, а потім поїхали у європейський тур та зняли відео Embrace Lilith. Цей альбом також став частиною класичного блек-металу.
У 1997 році, Госс покинула гурт, а на заміну вокалісткою стала Erichte, а Kjetil — новим гітаристом і клавішником, який виступав у Ancient під ім'ям Jesus Christ. Гурт з оновленим складом випустила третій студійний альбом, Mad Grandiose Bloodfiends. Після світового турне Афазель зустрів Deadly Kristin, яка стала новою вокалісткою гурту, а також вирішив переїхати до Італії.
У 1998 році склад колективу змінився: ударником став новий учасник Krigse, Dhilorz став басистом, а Лорд Кайафас покинув гурт. 1999 року гурт випускає новий альбом The Hall of of Eternity, з важчими рифами (Афазель стає вокалістом).
Протягом нового турне і на перших скандинавських концертах гурту, а також на фестивалі Wacken Open Air у 2000 році Ancient виступав з новим барабанщиком, на ім'я GroM, який приєднався до гурту в травні 2000-го. Grom одразу ж здобуває прихильність преси, звукозаписувальних компаній та фанів. Збірник EP, названий God Loves the Dead, побачив світ в січні 2001-го.
П'ятий студійний альбом Ancient, Proxima Centauri, записаний на Los Angered Recording (студії Andy LaRocque) і оброблений в Sterling Sound виходить у світ 15 жовтня 2001 року. Далі було турне Мексикою, Східною Європою та Ізраїлем, Болгарією, Румунією (те, що Ancient є першою зарубіжною блек-метал-командою, що дає концерти в Ізраїлі — невірно, оскільки відомо, що першими блек-метал колективами, які виступили в Східній Європі, були Aeba і Ancient Rites). Після завершення турне, Deadly Kristin ухвалила рішення про вихід з гурту.
Через два з половиною роки від виходу останнього альбому, гурт випускає новий, шостий студійний альбом Night Visit. У рамках альбому виходить промовідео для першого трека та співучасть Лорда Кайафаса («Rape the Children of Abel»), якого так чекали фани гурту.
У 2005-му колектив вирушив у черговий європейський тур, названий «A Night VisiTour» разом з Illdisposed і Final Breath в якості розігріву. Після закінчення турне GroM раптово заявив про вихід з гурту для початку власної кар'єри в Лос-Анджелесі. Афазаль і Deadly Kristin, працюючи в сайд-проекті Dreamlike Horror, видали альбом під лейблом Sleaszy Rider Records (Греція) в червні 2005-го. Протягом усіх років співробітництва з Ancient, ударник GroM записував і випускав безліч платівок у сайд-проектах, а також грав в інших колективах як сесійний музикант. Відомо, що GroM працював разом із культовими італійськими гуртами, які працюють у жанрах прогресивного і блек-металу, як-от Hortus Animae, Opposite Sides, Hate Profile, The 'K', K-Again і Dragonheart.
Демоальбоми Ancient, включно з Eerily Howling Winds, були перевидані у 2005 році на збірці Eerily Howling Winds — The Antediluvian Tapes. Відтоді гурт бере паузу в активній діяльності, яка триватиме три роки, а потім Metal Blade Records і зовсім розриває контракт з Ancient з причини втрати інтересу до подібного напрямку в метал-музиці. У 2009 році Ancient возз'єдналися знову, разом із Ніколасом Баркером для нових живих виступів. Тим часом звукозаписувальна студія Metal Blade Records випустила збірку, у яку входять студійні альбоми гурту: The halls of eternity, God loves the dead & Proxima Centauri.
У 2009 і 2010 роках вони провели новий концертний тур в Іспанії та Португалії.
Альбом «Back to the Land of the Dead» був випущений у 2016 році лейблом EMP Label Group, та співпрацюють із Soulseller Records. На початку 2016 року гітаристом гурту стає Ghiulz (Bulldozer) у якості сесійного музиканта для живих виступів.

## Склад гурту

### Діючі учасники
- Зель (раніше відомий як Афазель) — гітара (з 1992), основний вокал (з 1998), бас-гітара (1992—1998), драм-машина (1992—1993), клавішні (1993—1998)
- Dhilorz — бас-гітара (з 1999)
- Jesus Christ! — клавішні (з 1997), гітара (1997—1998, 2004), бас-гітара (1997—1998), фортепіано, віолончель (1997—1998)

### Колишні учасники
- Grimm — вокал, ударні (1993—1995)
- Kimberly Goss — жіночий вокал (1995—1997), клавішні (1997)
- Deadly Kristin (Hayam Nur as Sufi) — вокал, дарк-арт (1998—2003)
- Lord Kaiaphas — вокал (1995—1999), ударні (1995—1998), запрошений учасник для основного вокалу (2004)
- Kjetil — ударні (1995—1997)
- Erichte — жіночий вокал (1997—1998)
- Lazarus — клавішні (1998)
- Krigse — ударні (1998—2000)
- Scorpios — бас-гітара (1998—1999) GroM — ударні (2000—2005)

### Сесійні та запрошені музиканти
- Baard — ударні (1997)
- Profana — ударні (1998)
- Thidra — гітара (2000—2001)
- Andrea Trapasso — клавішні (2004)
- Aleister — гітара (since 2001)
- Nicholas Barker — ударні (since 2009)
- Neviah Luneville — вокал в «Envision the Beast» з альбому Night Visit
- Lady Omega — вокал в «Out in the Haunted Woods» з альбому Night Visit
- Moonbeam of Iblis — скрипка в «Envision the Beast» і «Night of the Stygian Souls» з альбому Night Visit
- Alex Azzali — ритм-гітара в «Night of the Stygian Souls» з альбому Night Visit

## Дискографія

### Альбоми
- Svartalvheim (1994)
- The Cainian Chronicle (1996)
- Mad Grandiose Bloodfiends (1997)
- The Halls of Eternity (1999)
- Proxima Centauri (2001)
- Night Visit (2004)
- Back From the Land of the Dead (2016)

### EP
- Det Glemte Riket (1994)
- Trolltaar (1994)

### Демо
- Eerily Howling Winds (1993)

### Збірники
- Det Glemte Riket (1999)
- God Loves the Dead (2001)
- Eerily Howling Winds — The Antediluvian Tapes (2005)